# Diospyros rhodocalyx
Diospyros rhodocalyx är en tvåhjärtbladig växtart som beskrevs av Wilhelm Sulpiz Kurz. Diospyros rhodocalyx ingår i släktet Diospyros och familjen Ebenaceae. Inga underarter finns listade i Catalogue of Life.